# Борисовка (смт)
Бори́совка, також інколи Бори́сівка (рос. Борисовка) — селище міського типу, на історичних землях Харківщини, Слобожанщини, адміністративний центр Борисовського району Бєлгородської області, Росія.
Населення селища становить 14 164 особи (2008; 14 072 в 2002).

## Географія
Селище розташоване на річці Ворскла, лівій притоці Дніпра. У селищі річка Гостинка впадає у Ворсклу.

## Історія
Вперше Борисовка згадується у 1695 році. У XVIII столітті відома як слобода, статус селища міського типу отримала у 1959 році.
12 липня 2022 року у селищі Борисовка відбувся акт осквернення пам'яті — були нанесені літери «V» та «Z» (символи російського вторгнення в Україну) на пам'ятну військову техніку. Ця техніка була встановлена на згадку про воїнів 96-ї окремої танкової бригади, які загинули у березні 1943 року в боях за селище. Вони боролися проти справжнього фашизму, а зараз їхня честь осквернена новою свастикою.

## Економіка
В селищі працюють фабрики художньої кераміки та меблева, заводи мостових металоконструкцій та консервний, друкарня.
В Борисовці знаходиться центральна садиба заповідника «Ліс на Ворсклі» (з 1999 року в складі заповідника «Білогір'я»). Відкриті краєзнавчий музей, музей кераміки при фабриці, музей природи при заповіднику.

## Видатні місця
- Городище (V—III століття до н. е.)
- Михайлівська церква (перша половина XVIII століття)
- Дендрарій при заповіднику

## Відомі особи
- Бочаров Ігор Віталійович (1977—2022) — старший солдат Збройних Сил України, учасник російсько-української війни[2].
- Дикарів Митрофан Олексійович — український і російський фольклорист, етнограф, мовознавець
- Дегтяревський (Дегтярьов) Степан Оникійович — російський композитор
- Мартинов Олександр Максимович — радянський танкіст
- Пасюга Степан Артемович — український кобзар
- Соломін Владилен Харитонович — липецький архітектор